# ヘリシティー (流体)
流体力学において、ヘリシティー（英: helicity）はコルクスクリュー様の回転運動が起こる程度を表す。乱流を理論的に記述するために有用な概念である。

## 概要
流体の塊が運動しているとき、流体の進行方向に平行な軸について回転する固形物の運動の度合いがヘリシティーである。もし回転が物体の前方から見て時計回りであるなら、ヘリシティーは正の値であり、反時計回りであるなら、ヘリシティーは負の値である。
ヘリシティーH は速度u と渦度ζ = ∇×u の内積で定義され、次の式で表すことができる：
{\displaystyle H=\int {\boldsymbol {u}}\cdot \left(\nabla \times {\boldsymbol {u}}\right)\,d^{3}{\boldsymbol {r}}.}
ヘリシティは保存量であるため、この概念は重要である。すなわち、ヘリシティーH は、非粘性、非圧縮性流れについてのオイラー方程式に従って、流体中で不変である。これは磁気ヘリシティーの保存と同様である。
速度u が極性ベクトル、渦度ζが軸性ベクトルであることから、その内積であるヘリシティーH は擬スカラーである。鏡映対称な系ではヘリシティーは 0 となるため、非零のヘリシティーは、その系の鏡映対称性の破れを示す指標となる。

## 気象学
気象学において、ヘリシティは、対流運動環境から空気塊への渦度の遷移に一致する。ヘリシティーの定義には、風および渦度の水平成分のみが用いられる。その定義は次のとおりである:
{\displaystyle H=\int {\boldsymbol {V}}_{h}\cdot {\boldsymbol {\zeta }}_{h}\,dZ=\int {\boldsymbol {V}}_{h}\cdot (\nabla \times {\boldsymbol {V}}_{h})\,dZ}
ここで、Z は高度、Vh は速度の水平成分、そしてζh は渦度の水平成分である。